# Stevo Ilić
Stevo Ilić, hrvaški general, * 14. april 1922, † 28. april 2013.

## Življenjepis
Leta 1941 je vstopil v NOVJ in naslednje leto še v KPJ. Med vojno je bil politični komisar več enot.
Po vojni je bil vojaški ataše v Italiji in Grčiji, načelnik oddelka v štabu armade, načelnik Katedre v VVA JLA, načelnik Vojne šole JLA (1977–1982)...